# Bismarck (Adelsgeschlecht)

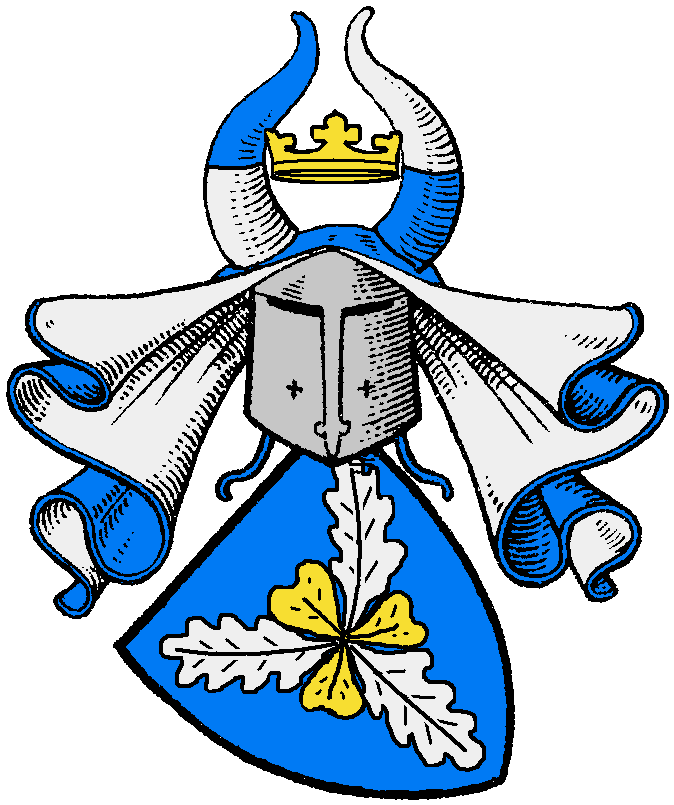
Stammwappen derer von Bismarck

Bismarck ist der Name eines alten Adelsgeschlechts aus der Altmark, das im 13. Jahrhundert unter den Stadtgeschlechtern von Stendal erscheint. Die Familie wurde mit Gütern im Umland belehnt und erwarb ab Anfang des 18. Jahrhunderts auch Besitz in Pommern.
Der bedeutendste Vertreter der Familie war der erste deutsche Reichskanzler Otto Fürst von Bismarck aus der Linie Schönhausen.

## Geschichte

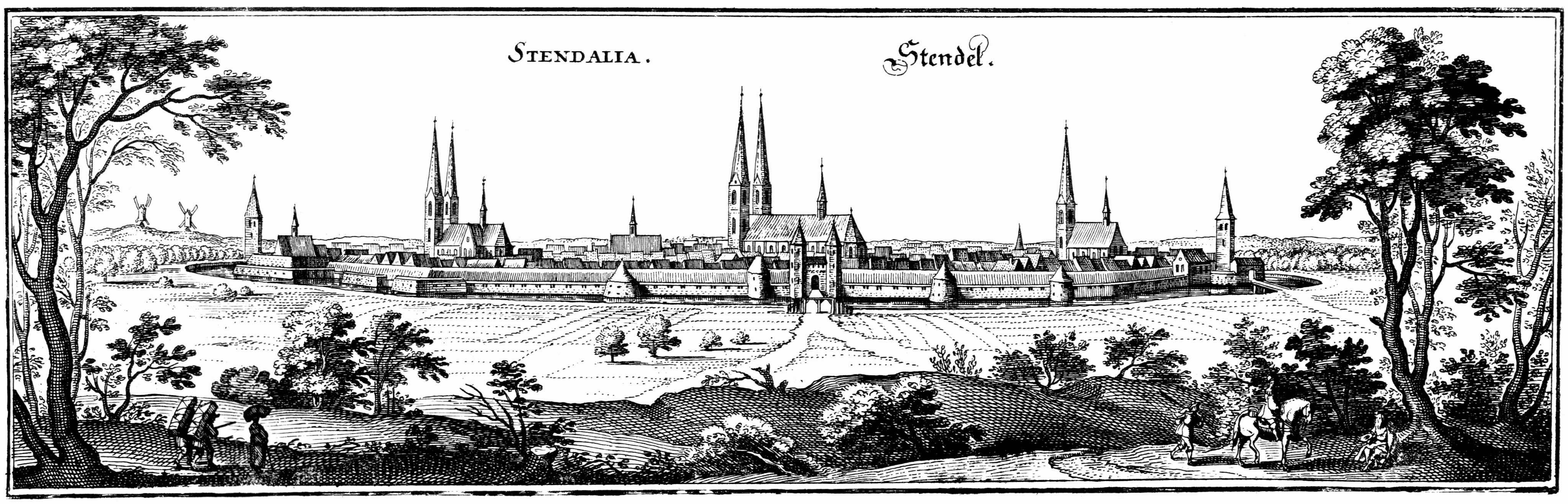
Stendal (um 1640)

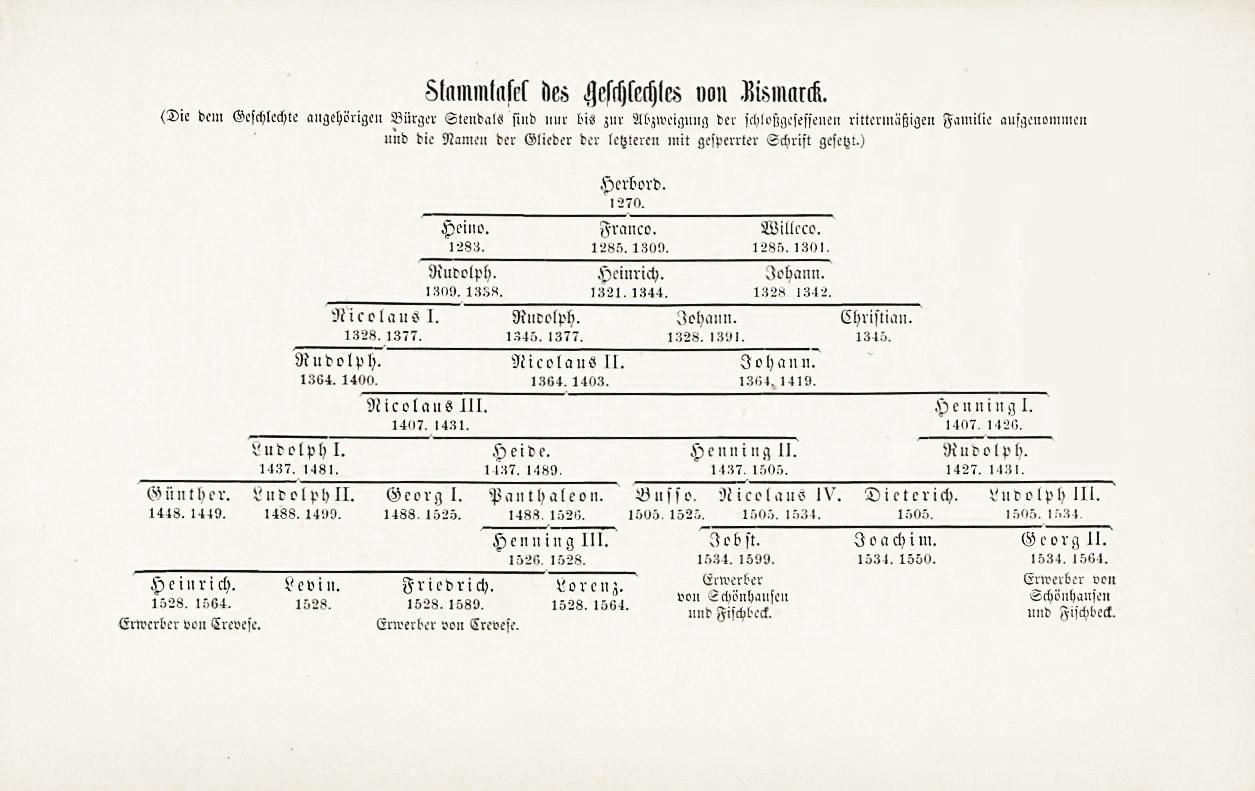
Stammtafel des Geschlechts (früheste Generationen)

Die Stammlinie der Bismarcks lässt sich bis 1270 zurückverfolgen. Der erste erwähnte Vertreter der Familie war der Vorsteher der Gewandschneider-Gilde und vermutlich auch Schultheiß der Stadt Stendal, Herebord von Bismarck. Seinen Namen trug er von der Stadt Bismark (Altmark), einer westlich von Stendal gelegenen Exklave des Bistums Havelberg – zunächst aber nur als bürgerliche Herkunftsbezeichnung, denn eine handwerkliche Tätigkeit war mit dem Ritterstand unvereinbar.
Erst sein Urenkel, der 1328 und 1377 erwähnte Nicolaus von Bismarck (Klaus), sei „wohl der erste Ritterbürtige“ des Geschlechts gewesen. Da eine Ritterbürtigkeit stets erst für die dritte ritterlich lebende Generation galt, dürften jedoch bereits Herbords Söhne (oder einer von ihnen) zu Rittern geschlagen worden sein und standesgemäß geheiratet haben. Nicolaus war Stendaler Patrizier, Großkaufmann und Ratsherr, brachte es zum erzbischöflich magdeburgischen Stifthauptmann und schließlich zum markgräflich brandenburgischen Rat und Hofmeister. 1345 wurde er von Ludwig, dem Wittelsbacher Kurfürsten von Brandenburg, wegen besonderer Leistungen im Verwaltungsdienst mit dem Schloss Burgstall belehnt. Die Familie verließ daraufhin Stendal, wo es Unruhen in der Bürgerschaft gab, und gehörte fortan zum Landadel. Burgstall liegt westlich der Elbe bei Tangerhütte.
Zu Burgstall gehörte auch das Vorwerk Briest, auf dem sehr viel später, im Jahre 1624, die Bismarcks ein Herrenhaus in den Übergangsformen von der Spätrenaissance zum Frühbarock errichteten, welches sich – nach Enteignung 1945 – heute wieder im Familienbesitz befindet. Neben Briest und Bindfelde erscheint auch der Ort Döbbelin bereits 1344 im Landbuch Kaiser Karls IV. als Besitzung des Nicolaus von Bismarck; das heutige Gutshaus Döbbelin wurde 1736 erbaut; auch dieses Gut wurde – nach Enteignung 1945 – inzwischen von der Familie wieder zurückerworben.
Die von Bismarck gehörten im 14. und 15. Jahrhundert, zusammen mit den Alvensleben, Bartensleben, Jagow, von dem Knesebeck, Platen, Schenck (von Flechtingen und Dönstedt) sowie von der Schulenburg zu den acht schlossgesessenen Geschlechtern der Altmark, die unmittelbar dem Landeshauptmann unterstanden und vom Kaiser und den Markgrafen als zum Heeresstande gehörend das Prädikat Edle bekamen.
1562 zwang der Kurprinz und spätere Kurfürst Johann Georg die Familie von Bismarck gegen ihren Widerstand, ihre Ganerbenburg in Burgstall mit zugehörigem Grundbesitz an die kurfürstliche Domänenkammer abzutreten, da er den Burgstaller Forst zur Erweiterung seines Hofjagdreviers Letzlinger Heide haben wollte. Als Ersatz erhielten sie die säkularisierte Propstei Crevese (ehemals Kloster Krevese), ein Stück nördlich von Stendal bei Osterburg, sowie die östlich der Elbe gelegenen Ämter Schönhausen und Fischbeck, unter der Auflage, dass von nun an diese Orte ebenfalls zur Altmark gezählt wurden. Das Abkommen nannte sich „Permutationsvertrag“, unterzeichnet von zwei Brüderpaaren, die in die Familiengeschichte als „die Permutatoren“ eingingen. Von ihnen hinterließ nur Friedrich, der in Crevese seinen Wohnsitz nahm, männliche Nachkommenschaft und ist damit Stammvater aller heute lebenden Zweige. Vom Tausch ausgenommen waren aber einige zu Burgstall gehörende, weiter entfernt gelegene Vorwerke bzw. Nebengüter, darunter Bindfelde, Döbbelin und Briest. In Folge entstanden die Linie Bismarck-Crevese, die mit Levin-Friedrich und seinem Sohn August Wilhelm (aus dem Zweig Briest) einen Justiz- und einen Finanzminister Friedrichs des Großen hervorbrachte, sowie die Linie Bismarck-Schönhausen, welcher der Reichskanzler entstammt. Um 1700 wurde Schönhausen geteilt und auf beiden Teilgütern je ein neues Herrenhaus errichtet, da das ursprüngliche Schloss Schönhausen während des Dreißigjährigen Krieges 1642 durch die Schweden zerstört worden war. Von diesen beiden Herrenhäusern existiert heute nur noch das Schloss Schönhausen II. Otto von Bismarcks Geburtshaus, Schloss Schönhausen I, das aus den Resten der alten Burg errichtet war, wurde auf Betreiben der DDR-Führung, die es als Symbol des preußischen Militarismus ansah, 1958 gesprengt.
Über die Ereignisse des Dreißigjährigen Krieges in der Altmark berichtet das Tagebuch des kurbrandenburgischen Kriegskommissars Christoph von Bismarck (1583–1655), der das Herrenhaus Briest erbaut hat. Bemerkenswert ist, dass der Krieg in der Altmark zur Zeit der Erbauung des Briester Hauses 1624 noch nicht spürbar war; erst 1627 begannen Einquartierungen und Kontributionen durch die Kriegsvölker Pappenheims. Bei der Belagerung und Zerstörung Magdeburgs und der kurz darauf erfolgten Schlacht bei Werben (unweit von Crevese) sowie in den folgenden Jahren wurde die Altmark durch die streitenden Heere verwüstet und geplündert.
August Friedrich von Bismarck-Schönhausen erwarb 1725 im hinterpommerschen Kreis Naugard von der Familie von Dewitz die Güter Kniephof und Jarchlin sowie 1727 Külz, wodurch neben der Altmark ein zweiter Besitzschwerpunkt in Pommern entstand. Die pommerschen Güter wurden zusammen mit Schönhausen I verwaltet, unter anderem von Otto von Bismarck, bevor dieser seine politische Karriere begann.
1817 entstand aus der Schönhausener Linie durch die Eheschließung des Theodor Alexander von Bismarck mit Caroline Gräfin von Bohlen der gräfliche Zweig Bismarck-Bohlen auf Schloss Karlsburg in Vorpommern, wo noch andere Güter erworben wurden. 1818 erhob König Friedrich Wilhelm III. Theodor Alexander in den erblichen Grafenstand.
Ein weiterer gräflicher Zweig entstand 1865, als der preußische Ministerpräsident Otto von Bismarck, Herr auf Schönhausen I (Altmark) und Kniephof (Hinterpommern), zum Grafen von Bismarck-Schönhausen aufstieg. Mittels einer entsprechenden Dotation erwarb er das hinterpommersche Gut Varzin, wo er das Schloss Varzin erweiterte. 1871 wurde er als erster Reichskanzler dann in Anerkennung der von ihm durchgesetzten Reichsgründung in den primogenen erblichen Fürstenstand erhoben und erhielt den Sachsenwald östlich von Hamburg als Dotation, mit Sitz in Friedrichsruh, das bis heute der fürstlichen Linie gehört. Deren jüngere Angehörige führen den Namen Graf/Gräfin, während das Oberhaupt der Schönhausener Linie im nicht-amtlichen, gesellschaftlichen Verkehr den einstigen Erstgeburtstitel Fürst führt.

## Wappen

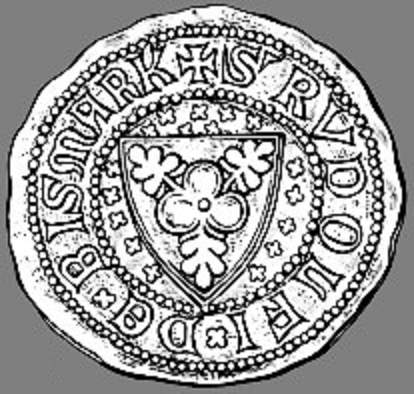
Siegel des Rudolf von Bismarck (1365)

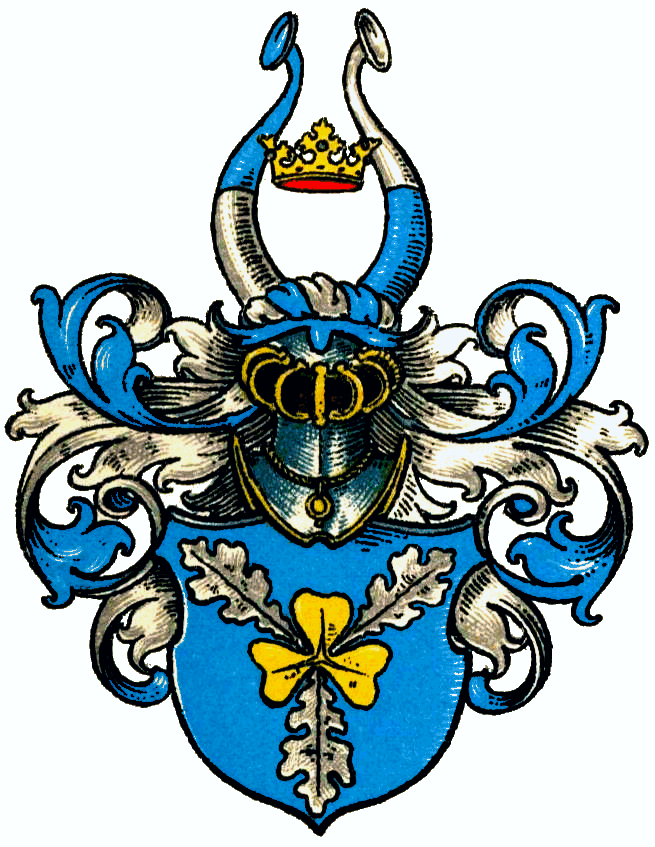
Wappen derer von Bismarck (Renaissance-Stil)

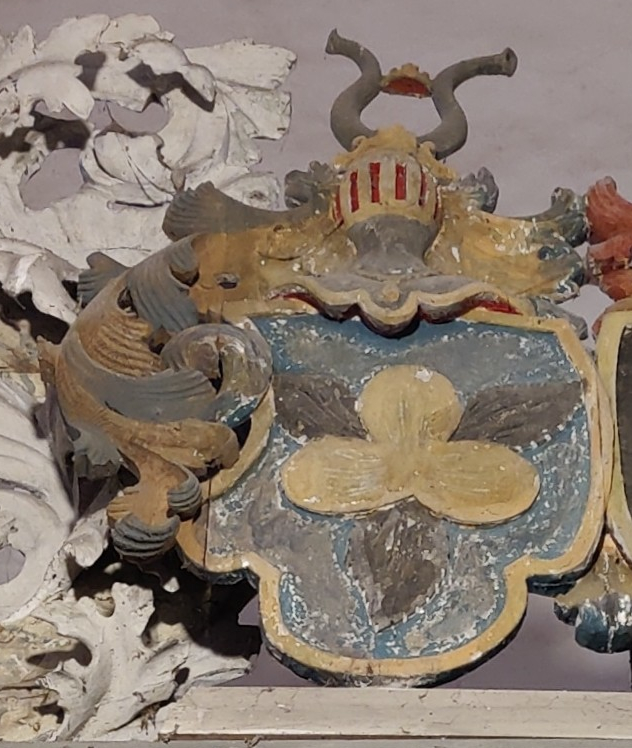
Wappen in der Klosterkirche Krevese. Diese Form des Stammwappens zeigt Brennnessel- anstatt von Eichenblättern.

Das Stammwappen zeigt in Blau ein mit drei (2:1) silbernen Eichenblättern bestecktes goldenes Kleeblatt. Auf dem Helm mit blau-silbernen Decken eine goldene Blätterkrone eingestemmt zwischen zwei blau-silbern (auch silbern-blau) übereck geteilten Büffelhörnern.
Die Wappen mancher Linien, bzw. späterhin „gebesserte Wappen“, sind davon abweichend. Das Wappensiegel des Ludolf von Bismarck von 1465 zeigt zum Beispiel als Helmzier ein achtendiges Hirschgeweih.

## Namensträger / Stammreihen

### Stendal-Burgstaller Stammlinie
- Herbordus de Bismarck (ca. 1200–1280), Schultheiß zu Stendal und Gildemeister der Gewandschneidergilde
  - Heinrich I. von Bismarck (ca. 1256–1320), Gildemeister und Ratsherr in Stendal
    - Rule I. von Bismarck, (um 1280–1340), Ratsherr in Stendal und Mitglied der Gewandschneidergilde
      - Nikolaus von Bismarck (1307–1377), Stendaler Patrizier, Großkaufmann und Ratsherr, erzbischöflich magdeburgischer Stifthauptmann, markgräflich brandenburgischer Rat und Hofmeister
        - Nikolaus II. (Klaus II.) von Bismarck (ca. 1342–1403), stand im Dienst des Erzbischofs von Magdeburg
          - Nikolaus III. (Klaus III.) von Bismarck (ca. 1385–nach 1431), Knappe
            - Ludolf I. von Bismarck (um 1410–um 1488)
              - Pantaleon I. von Bismarck (um 1460–1526)
                - Heinrich III. von Bismarck (… – um 1523)
                  - Friedrich I. von Bismarck (1513–1589), führte 1562 die Verhandlungen bezüglich des Zwangstausches der Burg Burgstall gegen Krevese und Schönhausen. Ist Stammvater aller heute lebender Bismarcks.
                    - Pantaleon II. von Bismarck (1539–1604) → s. Linie Crevese
                    - Ludolf IV. von Bismarck (1541–1590) → s. Linie Schönhausen
                    - Abraham von Bismarck (1544–1589), beteiligte sich mit seinem Bruder Ludolf IV. von Bismarck an den Hugenottenkriegen in Frankreich, geriet dort schwer verwundet in katholische Gefangenschaft. Wurde in einem Grenzstreit von Gutsnachbarn auf Krumke erschossen.
                      - Anna VII. von Bismarck (1580–um 1641), verheiratet mit Ludolf von Münchhausen (1570–1640), Humanist und Gutsherr.

### Linie Crevese
- Pantaleon II. von Bismarck (1539–1604), Domherr zu Havelberg, Stammvater der älteren Linie zu Krevese und begraben in der dortigen Klosterkirche
  - Christoph II. von Bismarck (1583–1655), Domherr zu Magdeburg und kurbrandenburgischer Kriegskommissar der Altmark
    - Levin-Friedrich I. von Bismarck (1623–1696), kurfürstlich-brandenburgischer Direktor und Kriegskommissar der Altmark
      - Christoph-Georg von Bismarck (1667–1730), kurfürstlich-brandenburgischer Landrat und Direktor der Altmark, verehelicht mit Anna-Elisabeth von Katte a. d. H. Wust (1670–1714) (Schwester von Dorothea-Sophia v. Katte). Deren Eltern, Hans von Katte und Dorothea-Katharina v. Witzleben, sind die letzten gemeinsamen Vorfahren aller heutigen Bismarcks.
        - Levin-Friedrich von Bismarck (1703–1774) → s. Zweig Briest
        - Hans Christoph III. von Bismarck (1704–1773) → s. Zweig Döbbelin
        - Georg Achatz von Bismarck (1708–1765), Guts- & Gerichtsherr auf Krevese, Domherr zu Magdeburg, Stammvater der jüngeren Linie Krevese.

#### Zweig Briest

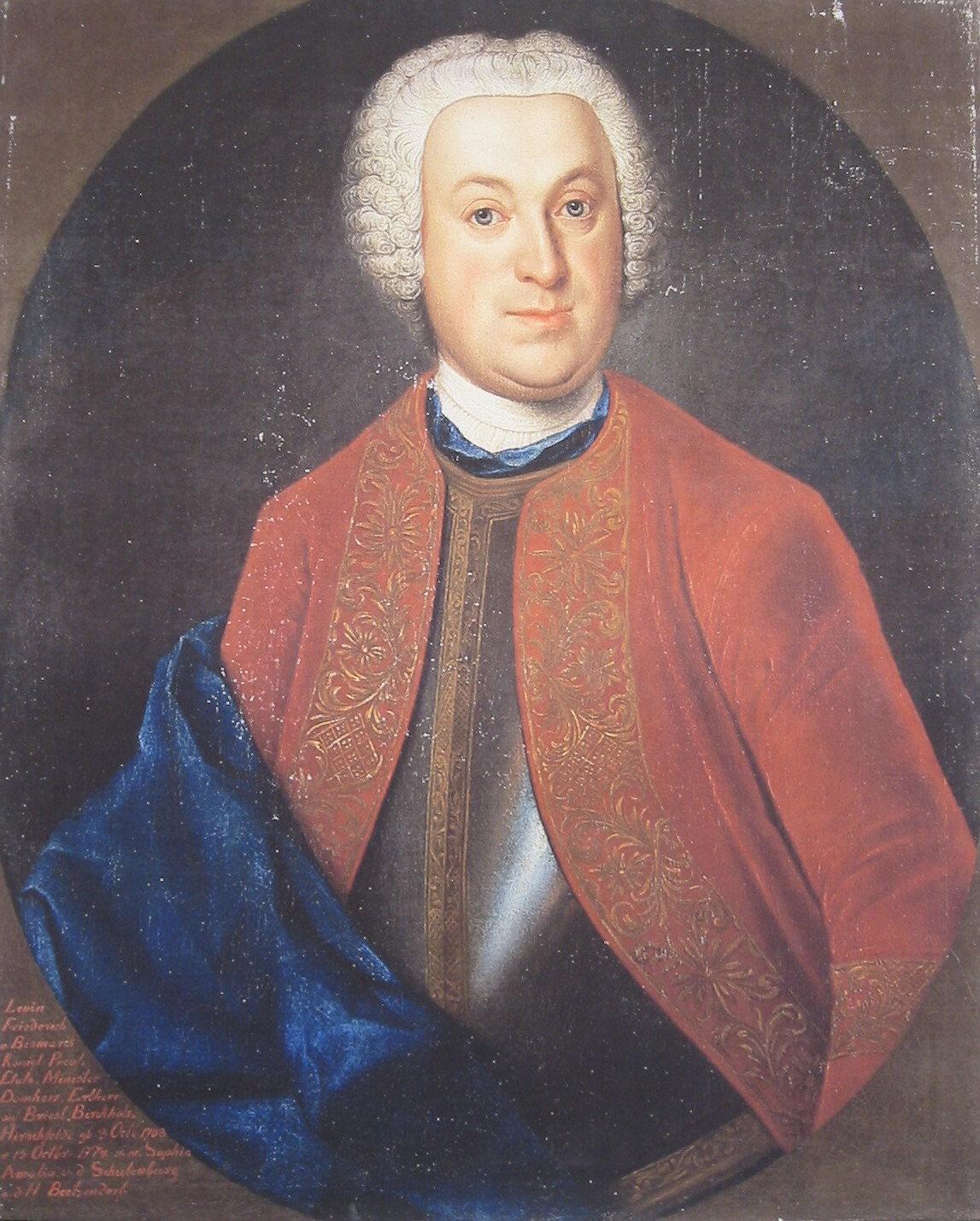
Levin-Friedrich von Bismarck (1703–1774), preußischer Justizminister

- Levin-Friedrich von Bismarck (1703–1774), preußischer JustizministerLevin-Friedrich von Bismarck (1703–1774), preußischer Justizminister, verehelicht mit Sophie-Amalie von der Schulenburg a. d. H. Angern (1717–1782), Stammvater des Hauses Briest bei Tangerhütte (Schloss Briest ist mit Unterbrechung während der DDR-Zeit seit 1345 bis heute im Besitz der Familie)
  - Achatz Christoph von Bismarck (1737–1796), auf Birkholz, Kammerherr und Domherr zu Halberstadt, Johanniterritter
    - Heinrich Friedrich Wilhelm Achatz von Bismarck (1786–1856), Leutnant und Abenteurer – nahm 1813 im Lützow’schen Freicorps an den Befreiungskriegen teil. 1856 wurde seine Selbstbiografie veröffentlicht.

  - Georg Wilhelm I. von Bismarck (1741–1808), auf Briest, Welle usw., königlich-preußischer Kriegs- und Domänenrat, am Kur- und Neumärkischen Ritterschaftlichen Kreditinstitut Hauptritterschaftsdirektor der Altmark
    - Levin Friedrich von Bismarck (1771–1847), preußischer Regierungspräsident
      - Wilhelm von Bismarck-Briest (1803–1877), deutscher Politiker und Mitglied des Reichstages
        - Achatz von Bismarck (1833–1874), Landrat des Landkreises Ostprignitz
        - Ludolf August von Bismarck (1834–1924), Landrat des Kreises Stendal
          - Wilhelm von Bismarck (Landrat) (1867–1935), Landrat des Kreises Stendal, Erbherr auf Briest
            - Ulrich von Bismarck (1904–1943), Forstmeister a. D., Oberstleutnant der Reserve, verstorben in sowjetischer Kriegsgefangenschaft
              - Ulrich von Bismarck (1943), Ehrenkommendator des Johanniterordens[9]

            - Levin-Friedrich III. von Bismarck (1908–1993), Landwirt auf Sollstedt und Wülfingerode, Rechtsritter und Ehrenkommendator der Provinz Sachsen des Johanniterordens[10]
            - Wilhelm III. von Bismarck (1913–gefallen 1945), Hauptmann & Batl.-Kommandeur

          - Rule von Bismarck (1869–1947), Oberstleutnant a. D., Stammvater des Zweiges Klein-Briest
            - Ludolf von Bismarck (1900–1979), Dipl. agr. Dr. phil., Rechtsritter des Johanniterordens
            - Friedrich-Wilhelm von Bismarck (1918–gefallen 1943), Oberleutnant

          - Bernhard Ludolf von Bismarck (1876–1935), Major, Gutsherr auf dem Gut Welle, Stammvater des Zweiges Welle
            - Adalbert von Bismarck (1903–1976), Landwirt auf dem Gut Welle
            - Heinrich von Bismarck (1905–1991), Landwirt, Rechtsritter des Johanniterordens
            - Jobst-Ludolf von Bismarck (1911–1988), Landwirt und Kaufmann in Brasilien

        - Ulrich von Bismarck (1844–1897), preußischer Generalmajor und Brigadekommandeur
          - Kurd von Bismarck (1879–1943), Generalmajor und Wehrbezirkskommandeur
          - Olga (1881–1958) ⚭ Leopold von Rauch (1876–1955), Oberst a. D. im Großen Generalstab

      - Klaus V. von Bismarck (1812–1867), Major
        - Friedrich V. von Bismarck (1848–1922), Oberstleutnant
        - Klaus VI. von Bismarck (1851–1923), königlich preußischer Staatsforstmeister
          - Otto von Bismarck (1886–1968)
          - Wilhelm von Bismarck (1888–1973)
            - Klaus-Werner von Bismarck (1923–2018)
            - Gisela Blunk von Bismarck (1924–2015)
            - Ruth von Niebelschütz von Bismarck (1927–2001)

          - Georg von Bismarck (1891–1942), deutscher Generalleutnant
            - Wolf-Rüdiger von Bismarck (1931–2022), Verwaltungsjurist und ehemaliger Landrat

    - Ernst Ludwig Wilhelm von Bismarck (1772–1815), preußischer Offizier in den Befreiungskriegen
      - Hugo von Bismarck (1814–1883), preußischer Generalmajor

  - August Wilhelm von Bismarck (1750–1783), preußischer Kriegs- und Finanzminister

#### Zweig Döbbelin
- Hans Christoph III. von Bismarck (1704–1773), Königl.-preuß. Geheimer Justizrat, Chefpräsident des Stendaler Obergerichts, Vize-Landeshauptmann der Altmark, Ritter des Johanniterordens, Stammvater des Hauses Döbbelin (Döbbelin ist mit Unterbrechung während der DDR-Zeit seit 1344 bis heute im Besitz der Familie)
  - Christoph Georg Friedrich von Bismarck (1732–1818), Präsident des Obergerichts zu Stendal
    - Hans von Bismarck (1769–1812), Hauptmann, nahm an Schlachten der Rheinarmee gegen Frankreich teil, Erbherr auf Döbbelin
      - Heinrich von Bismarck (1799–1832), Leutnant
      - Friedrich von Bismarck (1803–1879), Premier-Leutnant, Erbherr auf Döbbelin
        - Klaus von Bismarck (1853–1921), Oberst, Mitbesitzer von Döbbelin
          - Gertrud von Bismarck (1880–1963), Gutsbesitzerin von Döbbelin, verheiratet mit Wulf Freiherr von Nordeck

        - Friedrich von Bismarck (1857–1927), Major, Johanniterritter, Mitbesitzer von Döbbelin

      - Albert von Bismarck (1805–1880), Major
      - Hans von Bismarck (1809–1889), Major
      - Hermann von Bismarck (1811–1870), Oberstleutnant
      - Georg von Bismarck (1813–1861), Major

    - Johann von Bismarck (1772–1814), Major, kämpfte in der Rheinarmee und in den Befreiungskriegen gegen Frankreich

  - Heinrich von Bismarck (1735–1806), königl.-preuß. Rittmeister a. D., Landrat
    - Otto von Bismarck (1767–1816), Major, kämpfte in der Rheinarmee gegen Frankreich
    - Karl von Bismarck (1770–1813), Major, nahm an Kämpfen der Rheinarmee gegen Frankreich teil
    - Ernst von Bismarck (1771–1837), Leutnant
      - Julius von Bismarck (1817–1898), Domänenrat und Leutnant
        - Hartmann von Bismarck (1855–1929), Generaldirektor der Güterverwaltung der Familie Hansemann und der Disconto-Gesellschaft
          - Armin von Bismarck (1888–1968), Leutnant
            - Hans-Joachim von Bismarck (1920–2008)
              - Freya von Bismarck (* 1947), verheiratet mit Uwe Barschel
              - Alexander von Bismarck (* 1951), Unternehmer, seit 1991 Besitzer von Gut Döbbelin

  - Karl Wilhelm von Bismarck (1740–1812), Domherr zu Magdeburg, Geheimer Oberfinanzrat
    - Hans von Bismarck (1769–1840), Major

### Linie Schönhausen

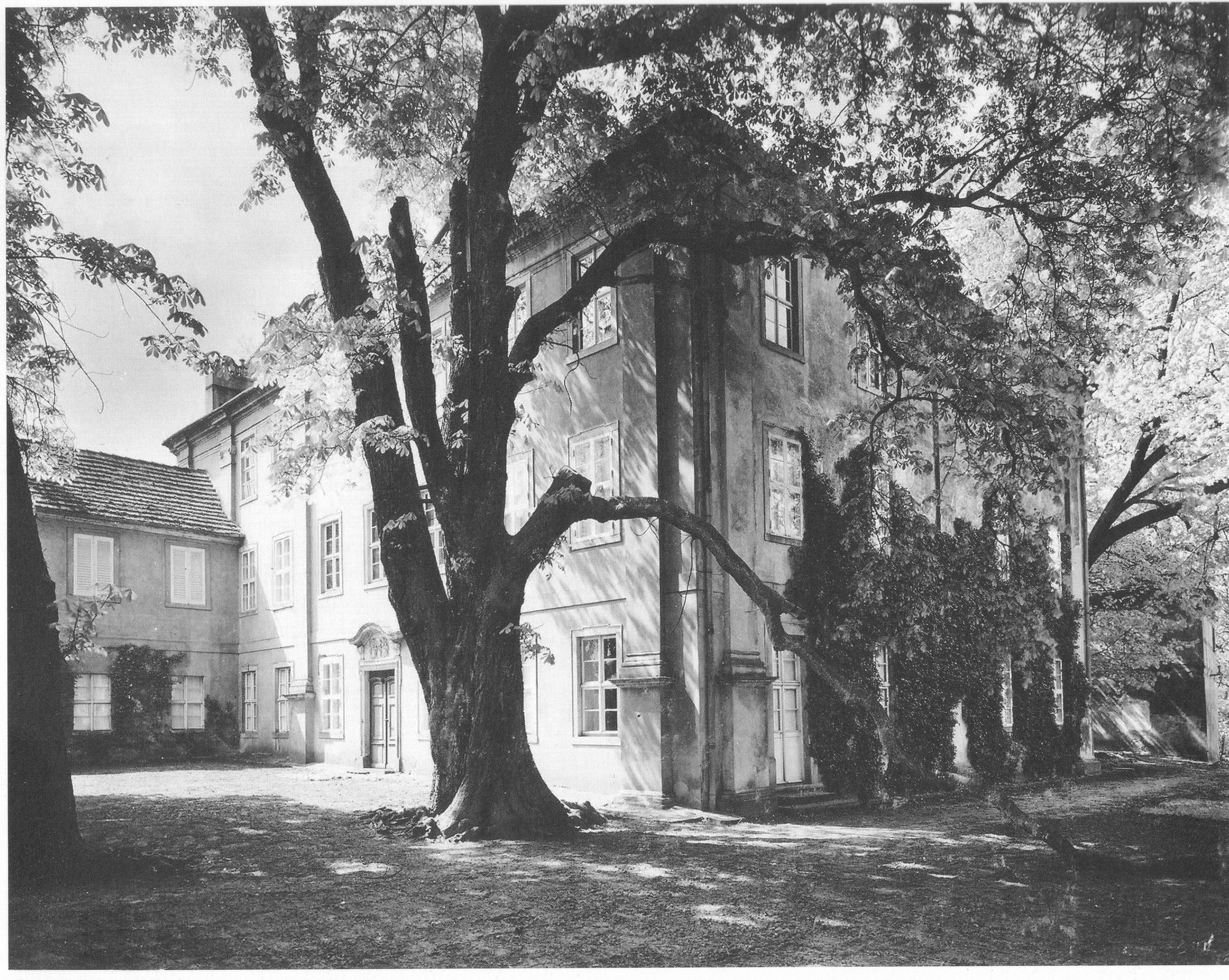
Schloss Schönhausen I (1921)

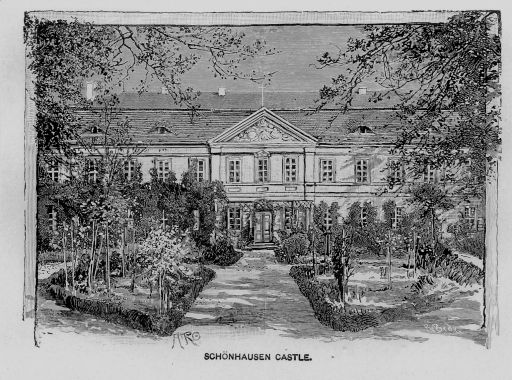
Schloss Schönhausen II

#### Standeserhöhungen
Folgende Standeserhöhungen erfolgten für den der Linie Schönhausen entstammenden Reichskanzler Otto von Bismarck (1815–1898):
- Preußischer Grafenstand als von Bismarck-Schönhausen Berlin 16. September 1865 (unbeschränkt vererblich auf alle ehelichen Nachkommen im Mannesstamm)
- Preußischer Fürstenstand als von Bismarck (vererblich nach dem Recht der Primogenitur) mit der Anrede Durchlaucht Berlin 21. März 1871 und 27. Januar 1872, Diplom ebenda vom 23. April 1873
- Preußischer Herzog von Lauenburg (nur persönlich) Berlin 20. März 1890
- (Die Nachgeborenen führen den Namen Graf bzw. Gräfin von Bismarck-Schönhausen)

#### Stammreihe
- Ludolf IV. von Bismarck (1541–1590), kämpfte 1569 in den Hugenottenkriegen in Frankreich, Stammvater des Hauses Schönhausen
  - Valentin von Bismarck (ca. 1580–1620)
    - Augustus I. von Bismarck (1611–1670), kurbrandenburgischer Oberst und Kommandant von Peitz ⚭ (I) Helene Elisabeth von Kottwitz, ⚭ (II) Dorothea Elisabeth von Katte, ⚭ (III) Frederike Sophie von Möllendorff
      - Augustus II. von Bismarck (1666–1732), Landrat der Altmark ⚭ Dorothea-Sophia von Katte a. d. H. Wust (Schwester von Anna-Elisabeth von Katte). Deren Eltern, Hans von Katte und Dorothea-Katharina von Witzleben, sind die letzten gemeinsamen Vorfahren aller heutigen Bismarcks.
        - August Friedrich I. von Bismarck (1695–1742), Oberst, auf Jarchlin
          - Karl Alexander von Bismarck (1727–1797), Rittmeister
            - Ernst (Friedrich Alexander) von Bismarck (1763–1820)
              - Theodor von Bismarck-Bohlen (1790–1873) → s. Zweig Bismarck-Bohlen

Fürstliches Wappen Bismarck nach dem Diplom von 1873

            - Ferdinand von Bismarck (1771–1845) und Luise Wilhelmine Mencken, die Eltern Ottos von Bismarck, als BrautpaarFürst Otto von Bismarck, Gemälde von Franz von Lenbach, 1894Fürstliches Wappen Bismarck nach dem Diplom von 1873Friedrich Adolf Ludwig von Bismarck (1766–1830), Generalleutnant

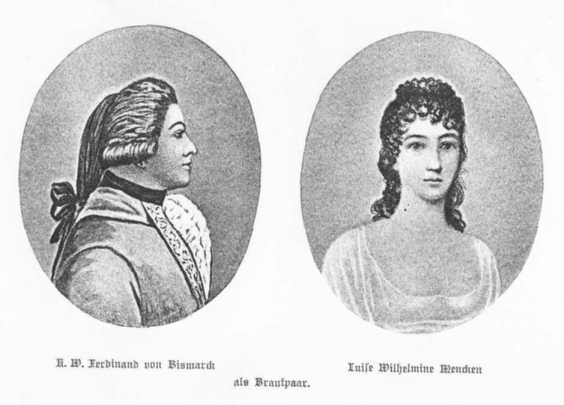
Ferdinand von Bismarck (1771–1845) und Luise Wilhelmine Mencken, die Eltern Ottos von Bismarck, als Brautpaar

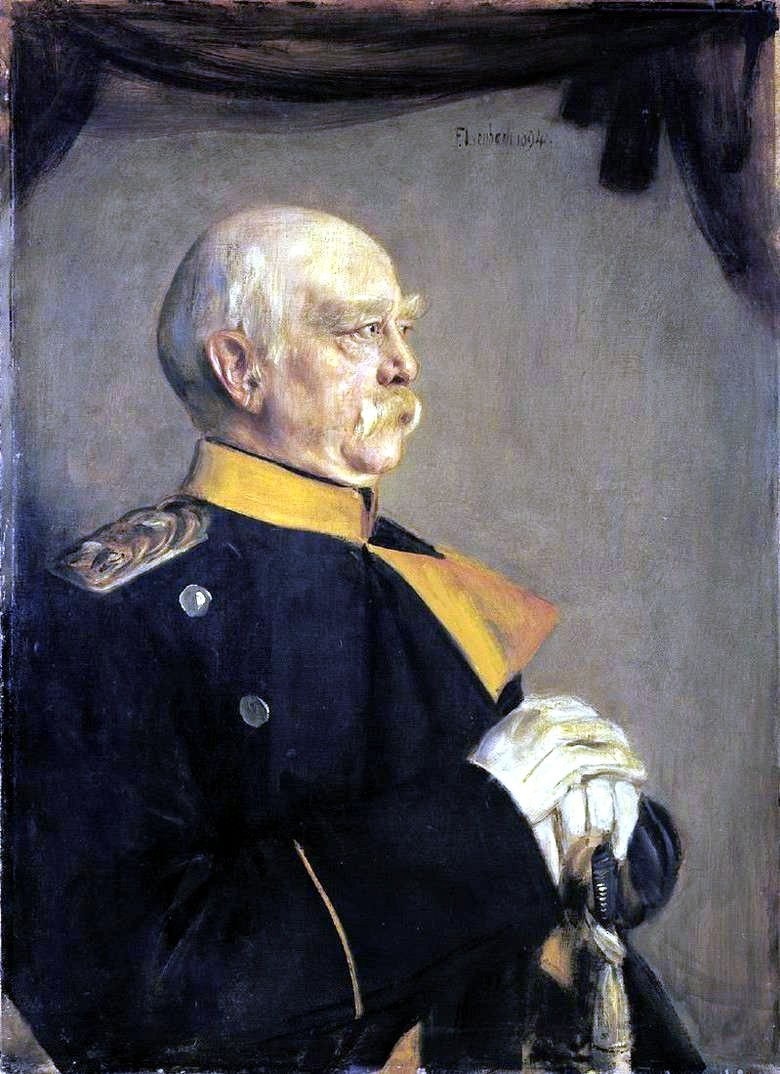
Fürst Otto von Bismarck, Gemälde von Franz von Lenbach, 1894

            - Philipp Ludwig Leopold Friedrich von Bismarck (1770–1813), Major, Opfer der Völkerschlacht von Leipzig
            - Karl Wilhelm Ferdinand von Bismarck (1771–1845), auf Schönhausen I und Kniephof ⚭ Luise Wilhelmine Mencken (Tochter des Anastasius Ludwig Mencken)
              - Bernhard von Bismarck (1810–1893), Kammerherr, Landrat und Geheimer Regierungsrat, auf Külz und Jarchlin
                - Philipp von Bismarck (1844–1894), Gutsbesitzer auf Kniephof, Rittmeister
                  - Gottfried von Bismarck (1881–1928), Gutsbesitzer
                    - Klaus von Bismarck (1912–1997), 1961–1976 Intendant des Westdeutschen Rundfunks (WDR), Präsident des Deutschen Evangelischen Kirchentages, bis 1945 letzter Besitzer von Kniephof
                      - Maria von Bismarck (* 1959), Schauspielerin und Regisseurin

                    - Philipp von Bismarck (1913–2006), MdB (CDU)

                  - Herbert Rudolf von Bismarck (1884–1955), preußischer Staatssekretär, auf Lasbeck

                - Ernst von Bismarck (1853–1931), Landrat sowie Besitzer der Gutes Vierhof in Pommern

              - Otto Fürst von Bismarck (1815–1898), erster deutscher Reichskanzler, Erbherr auf Schönhausen I, erwarb Varzin und Friedrichsruh, verheiratet mit Johanna von Puttkamer
                - Marie (1848–1926), verheiratet mit dem Diplomaten Kuno zu Rantzau (1843–1917)
                - Herbert Fürst von Bismarck (1849–1904), Staatssekretär, auf Schönhausen I und Friedrichsruh
                  - Hannah von Bismarck-Schönhausen (1893–1971), seit 1914 verheiratet mit Leopold Waldemar von Bredow, Gegnerin des deutschen NS-Regimes
                  - Otto Fürst von Bismarck (1897–1975), Politiker (DNVP, NSDAP, CDU) MdR, MdB
                    - Mari Ann Gräfin von Bismarck-Schönhausen (1929–1981), verheiratet mit Egbert von Oswald (1925–1988)
                      - Clemens von Oswald (* 1953)
                      - Alexander von Oswald (* 1954), Musiker
                      - Daniela von Oswald (* 1957)
                      - Moritz von Oswald (* 1962), Musiker

                    - Ferdinand Graf von Bismarck (1930–2019), Rechtsanwalt
                      - Carl-Eduard Graf von Bismarck-Schönhausen (* 1961), Politiker (CDU).
                        - Alexei Otto Hieronymus Janusz Pierre Robert Silas (* 2006)
                        - Grace Sienna (* 2008)

                      - Gottfried A. (1962–2007)
                      - Gregor von Bismarck (* 1964)
                      - Vanessa (* 1971)

                    - Alexander (1935–1992)
                      - Claudia Anna Katharine Mona (* 1964)

                    - Maximilian (* 1947)
                      - Konstantin (* 1987)
                      - Alexander (* 1989)

                    - Gunilla Gräfin von Bismarck (* 1949)
                      - Francisco José Ortiz von Bismarck-Schönhausen (* 1980),[11]

                  - Gottfried von Bismarck-Schönhausen (1901–1949), auf Reinfeld, Reichstagsabgeordneter (NSDAP)
                    - Andreas Graf von Bismarck-Schönhausen (1941–2013)
                      - Christine Gräfin von Bismarck-Schönhausen (* 1965), verheiratet mit Guy Villax, Unternehmer, Lissabon
                      - Tatjana von Bismarck-Schönhausen (* 1967), verheiratet mit Kurt Leimer, Bankier in Zürich
                      - Stephanie Gräfin von Bismarck-Schönhausen (* 1976), verheiratet mit Karl-Theodor zu Guttenberg

                  - Albrecht Edzard „Eddie“ Heinrich Karl Graf von Bismarck-Schönhausen (1903–1970) ⚭ Mona Travis Strader (Mona von Bismarck) (1897–1983)

                - Wilhelm Graf von Bismarck-Schönhausen (1852–1901), Oberpräsident von Ostpreußen, auf Varzin
                  - Dorothee (1892–1975), verheiratet mit Vizeadmiral Wilfried von Loewenfeld (1879–1946)

              - Malwine (1827–1908), die mit dem Kanzler Otto von Bismarck eng verbundene Schwester, verheiratet mit Oskar von Arnim-Kröchlendorff (1813–1903)

        - Karl Ludolf von Bismarck (1700–1760), Oberstleutnant, Rechtsritter des Johanniter-Ordens, verheiratet mit Luise Charlotte von Katte-Wust (1718–1789, Tochter von Hans Heinrich von Katte und Katharina Elisabeth von Bredow-Wagenitz)
          - Heinrich Christian von Bismarck (1737–1804), königlich großbritannischer und kurfürstlich hannoverischer Leutnant
            - Johann Heinrich Ludwig von Bismark (1774–1816), General-Adjutant in der Herzoglich Nassauischen Armee
              - Friedrich von Bismark (1809–1893), ab 1831 Graf von Bismarck-Schierstein, herzoglich naussauischer Bundesgesandter
              - Karl Friedrich Alexander, Graf von Bismarck (1814–1892), naussauischer Major a. D.

            - Friedrich Wilhelm von Bismarck (1783–1860), württembergischer Generalleutnant, 1816 in den württembergischen Grafenstand erhoben, Teilnehmer an den Napoleonischen Kriegen auf Seiten von Frankreich, erhielt 1809 von Napoleon persönlich das Ritterkreuz der Ehrenlegion
              - August Wilhelm Julius Graf von Bismarck (1849–1920), auf Lilienhof/Breisgau
              - Clara Gräfin von Bismarck (1851–1946), verheiratet mit Ulrich Wille

        - Alexander Wilhelm von Bismarck (1704–1793), Domherr zu Halberstadt, Rittmeister, auf Schönhausen II
          - August Adam Heinrich von Bismark (1739–1813), preußischer Generalleutnant, auf Schönhausen II
          - George Friedrich Wilhelm von Bismarck (1746–1800), Verwalter von Schönhausen II, Domherr zu Havelberg[12]
            - Friedrich von Bismarck (1784–1846)
              - Busso von Bismarck (1824–1887), Richter, Mitglied des Preußischen Abgeordnetenhauses

    - Valentin Busso von Bismarck (1613–1679), Hauptmann, stand in schwedischem Dienst während des Dreißigjährigen Krieges
      - Christoph Friedrich I. von Bismarck (1652–1704), preußischer Generalmajor und Kommandant der Festung Küstrin, erster General der Familie, nahm 1685 an der Befreiung Ofens von den Türken teil
        - Ludolf August von Bismarck (1683–1750), russischer General

#### Zweig Bismarck-Bohlen
- Theodor von Bismarck-Bohlen (1790–1873), königlich-preußischer General-Lieutenant, verheiratet mit Caroline Gräfin von Bohlen (1798–1858) auf Schloss Karlsburg (Vorpommern), ab 1818 Graf von Bismarck-Bohlen
  - Friedrich Alexander Graf von Bismarck-Bohlen (1818–1894), preußischer General
    - Friedrich Karl Graf von Bismarck-Bohlen (1852–1901), Fideikommissbesitzer und Mitglied des Deutschen Reichstags
      - Fritz Ulrich Graf von Bismarck-Bohlen (1884–1945), Gutsherr auf Schloss Karlsburg

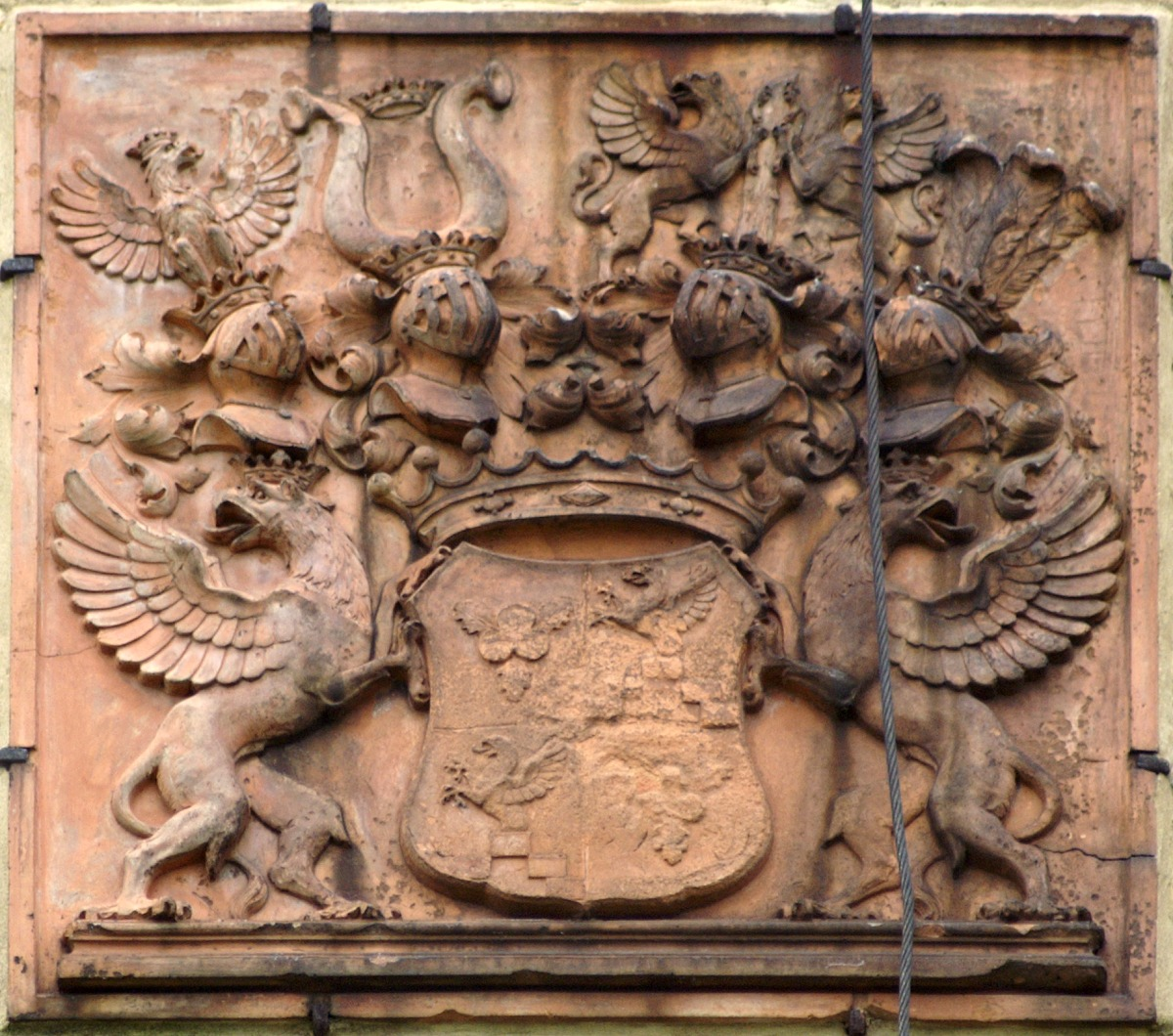
Wappen der Linie Bismarck-Bohlen an Grabkapelle Steinfurth
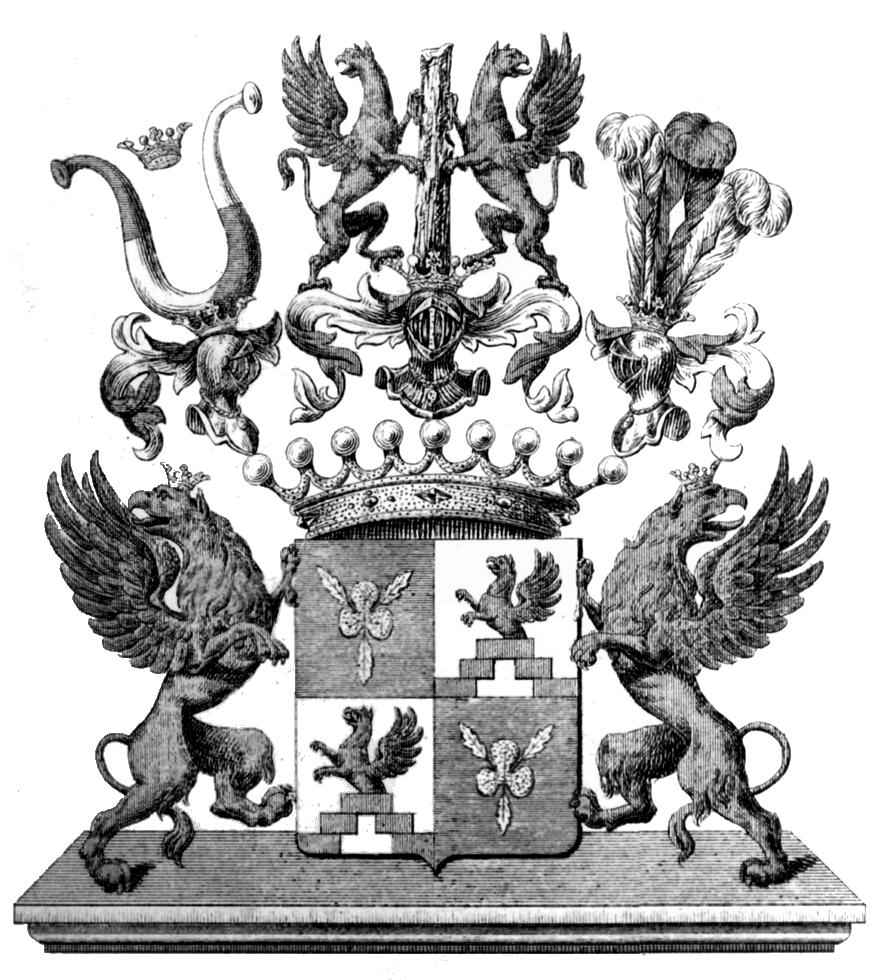
Wappen der Grafen von Bismarck-Bohlen bei Bagmihl
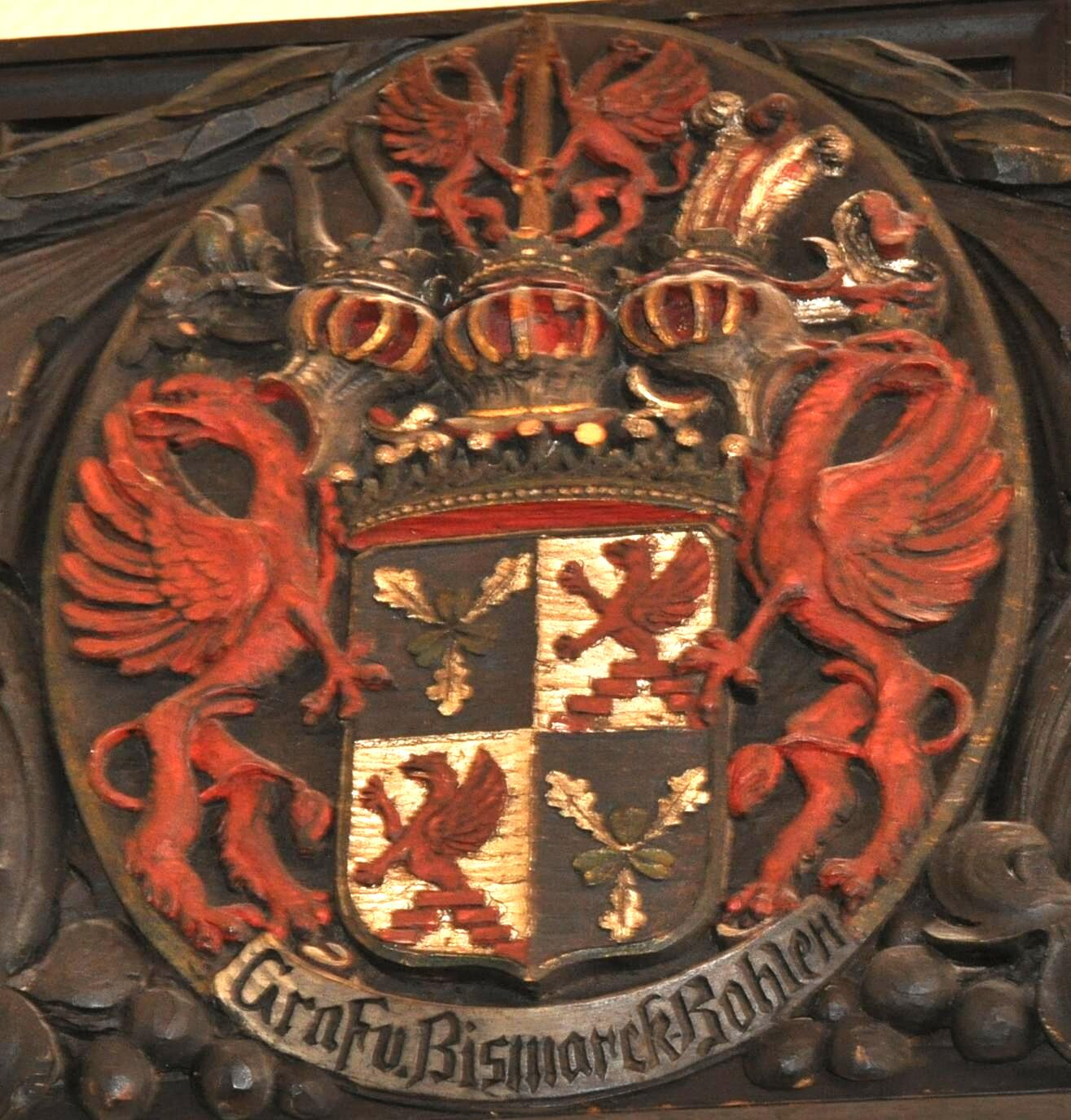
Wappen der Grafen von Bismarck-Bohlen im Kreishaus in Greifswald

#### Zweig Bismarck-Osten
- Philipp von Bismarck (1844–1894), verheiratet 1873 (in erster Ehe) mit Elisabeth Gräfin von der Osten (1849–1874) aus dem Hause Plathe
  - Karl Bernhard Graf von Bismarck-Osten (1874–1952), Herr auf Plathe in Hinterpommern

## St.-Gertraud-Hospital
Im Jahr 1370 stiftete Nikolaus von Bismarck zusammen mit den Brüdern Johann und Burkhard Sweder das Sankt-Gertrud-Hospital zu Stendal, welches vor dem Uenglinger Tor liegt. Das Hospital diente zur Aufnahme armer Pilger und Reisender. Der Stifter Klaus I. von Bismarck behielt für sich und für seine Nachkommen das Patronat über das Sankt-Gertrud-Hospital auf „ewige Zeit“ vor. Dieses wurde bis 1945 von den Gütern zu Briest, Welle und Schönhausen unterhalten.

## Güter
- Burgstall (1345–1562) – Landkreis Börde / Altmark
- Döbbelin (1344–1945 & seit 1991) – Kreis Stendal / Altmark
- Briest (1345–1945 & seit ca. 1997) – Kreis Stendal / Altmark
- Krevese (1562–1818) – Kreis Stendal / Altmark (im Tausch gegen Burgstall)
- Schönhausen I. (1562–1945) – Kreis Stendal / Altmark (im Tausch gegen Burgstall)
- Schönhausen II. (1562–1830 & 1885–1945) – Kreis Stendal / Altmark (im Tausch gegen Burgstall)
- Uenglingen (1706–1893) – Kreis Stendal / Altmark
- Kniephof (1725–1945) – Kreis Naugard / Pommern
- Jarchlin (1725–1945) – Kreis Naugard / Pommern
- Külz (1727–1945) – Kreis Naugard / Pommern
- Birkholz (1739–1856) – Kreis Stendal / Altmark
- Welle (1780–1945) – Kreis Stendal / Altmark
- Zehntenhof Schierstein (1809–1906) – Wiesbaden, Hessen
- Karlsburg (1818–1945) – Kreis Greifswald / Vorpommern (geerbt von der Familie von Bohlen)
- Niederhof (1818–1945) – Kreis Grimmen / Vorpommern
- Lasbeck (1854–1945) – Kreis Regenwalde / Pommern
- Varzin (1867–1945) – Kreis Rummelsburg / Pommern (erworben durch Otto v. B.)
- Gut Lilienhof (1870–ca. 1918) – Breisgau / Baden
- Reinfeld (1871–1945) – Kreis Rummelsburg / Pommern (von Johanna von Puttkamer, Ehefrau des Otto v. B. geerbt)
- Friedrichsruh (seit 1871) – Kreis Herzogtum Lauenburg (kaiserliche Dotation an Otto v. B. als Dank für die Reichsgründung)
- Heydebreck (1895–1945) – Kreis Regenwalde / Pommern
- Plathe (1895–1945) – Kreis Regenwalde / Pommern
- Woblanse (1919–1945) – Kreis Rummelsburg / Pommern
- Wülfingerode (1936–1945) – Kreis Nordharz / Thüringen
- Sollstedt (1936–1945) – Kreis Nordharz / Thüringen
- Wangeritz (1938–1945) – Kreis Naugard / Pommern

Infolge von Enteignungen im Zuge der Bodenreform in der Sowjetischen Besatzungszone und durch die Vertreibung aus Hinterpommern ging 1945 der größte Teil des Grundbesitzes verloren. Nur das in Westdeutschland gelegene Friedrichsruh mit dem Sachsenwald blieb als Sitz der fürstlichen Linie Schönhausen erhalten, wenn auch das Schloss im Krieg zerstört worden war. Otto von Bismarcks Geburtshaus, das Schloss Schönhausen I, wurde 1958 auf Betreiben der DDR-Führung aus ideologischen Gründen gesprengt.
Mit Briest und Döbbelin konnten nach der Deutschen Wiedervereinigung zwei bedeutende Stammsitze in der Altmark, die seit 1344 bzw. 1345 bis zur Enteignung im Familienbesitz gewesen waren, von Familienmitgliedern wieder zurückerworben werden; das Gutshaus Welle kauften verwandte Nachfahren zurück. Andere Land- oder Forstwirtschaftsbetriebe wurden von Familienmitgliedern neu erworben, wie das Gut Braunsroda in Thüringen.

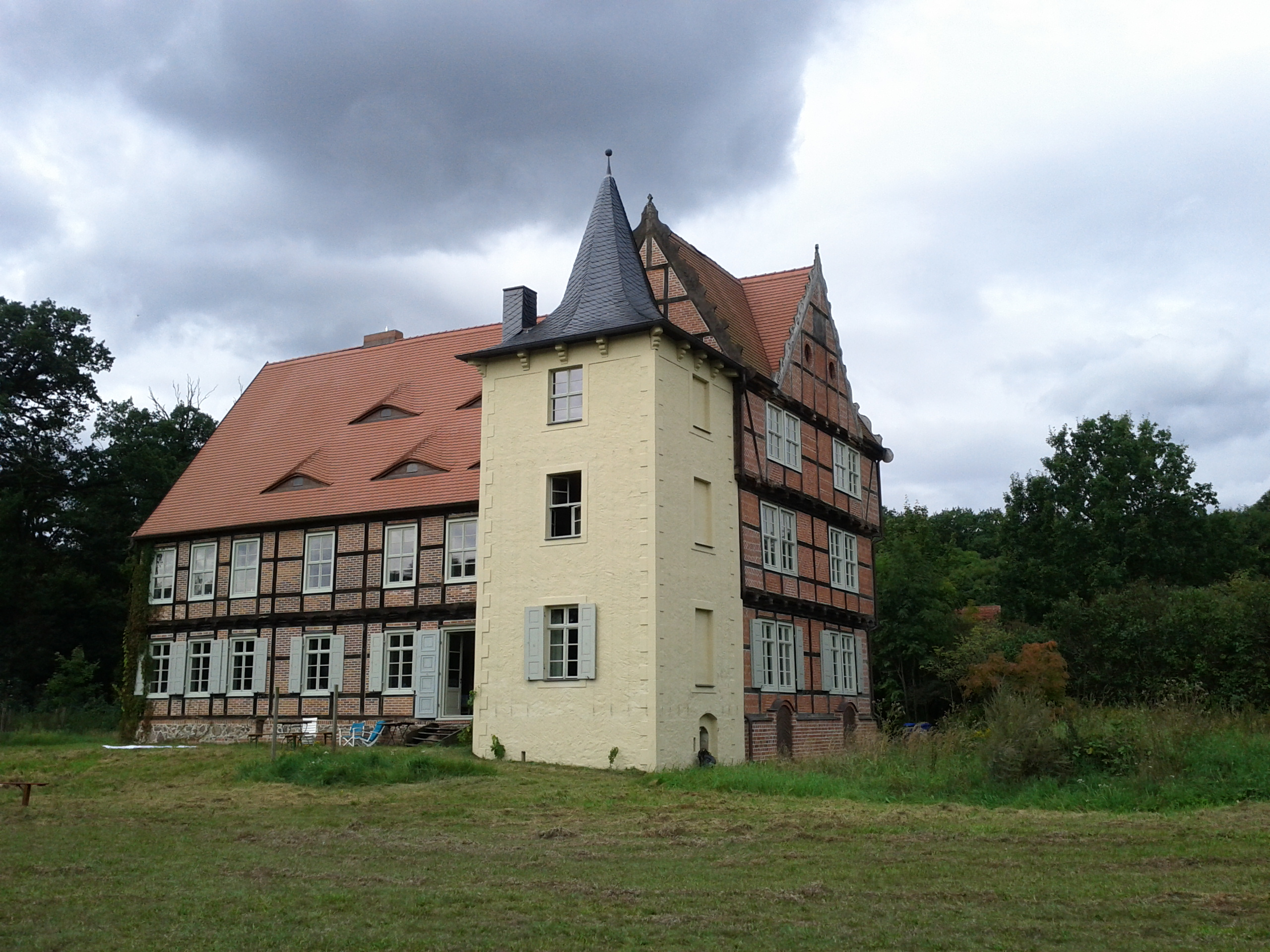
Briest, Altmark
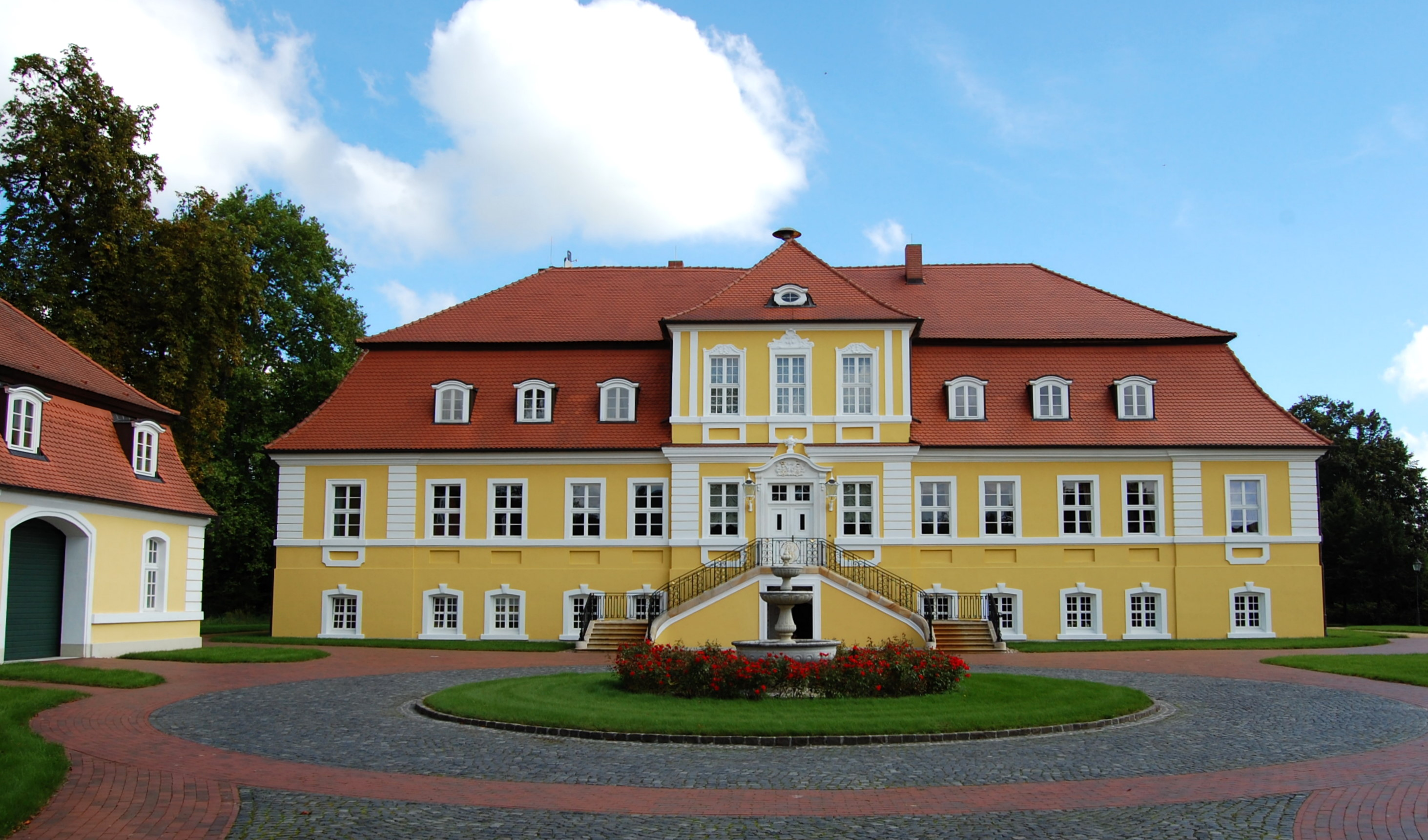
Döbbelin, Altmark
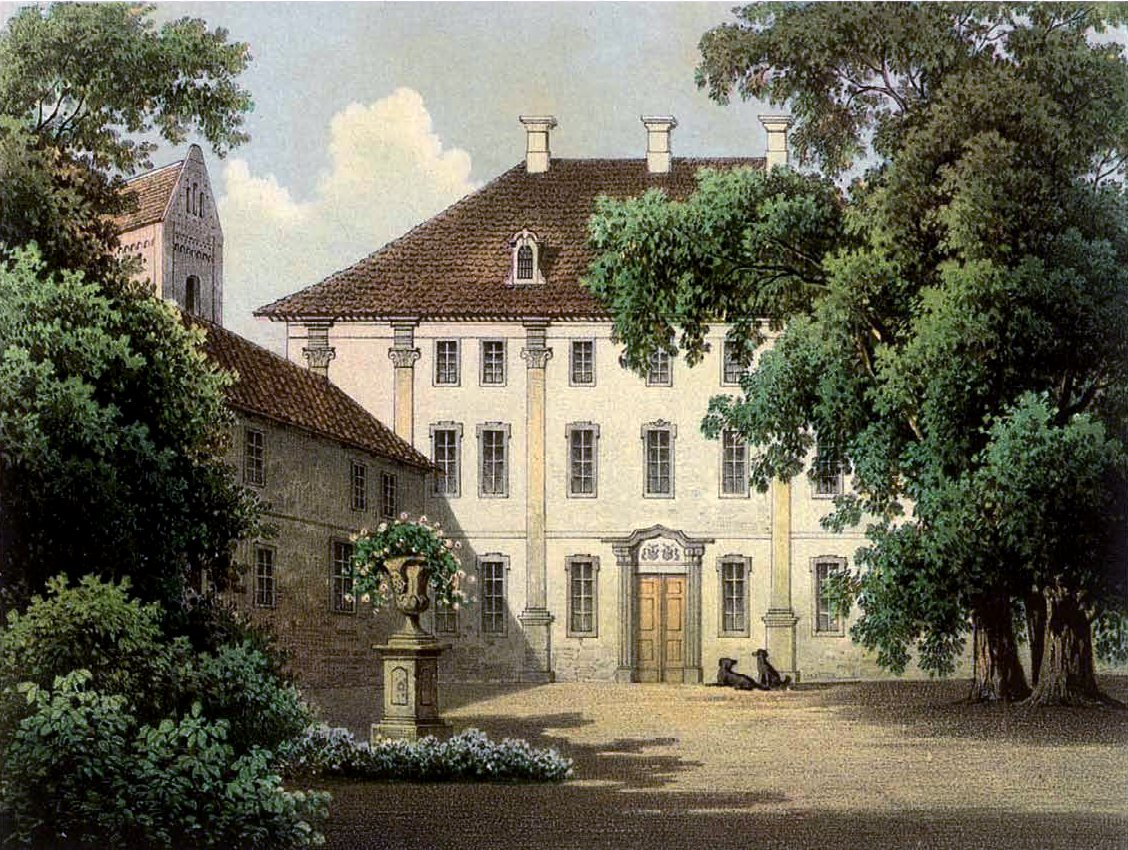
Schönhausen I, Altmark, Geburtshaus Otto von Bismarcks
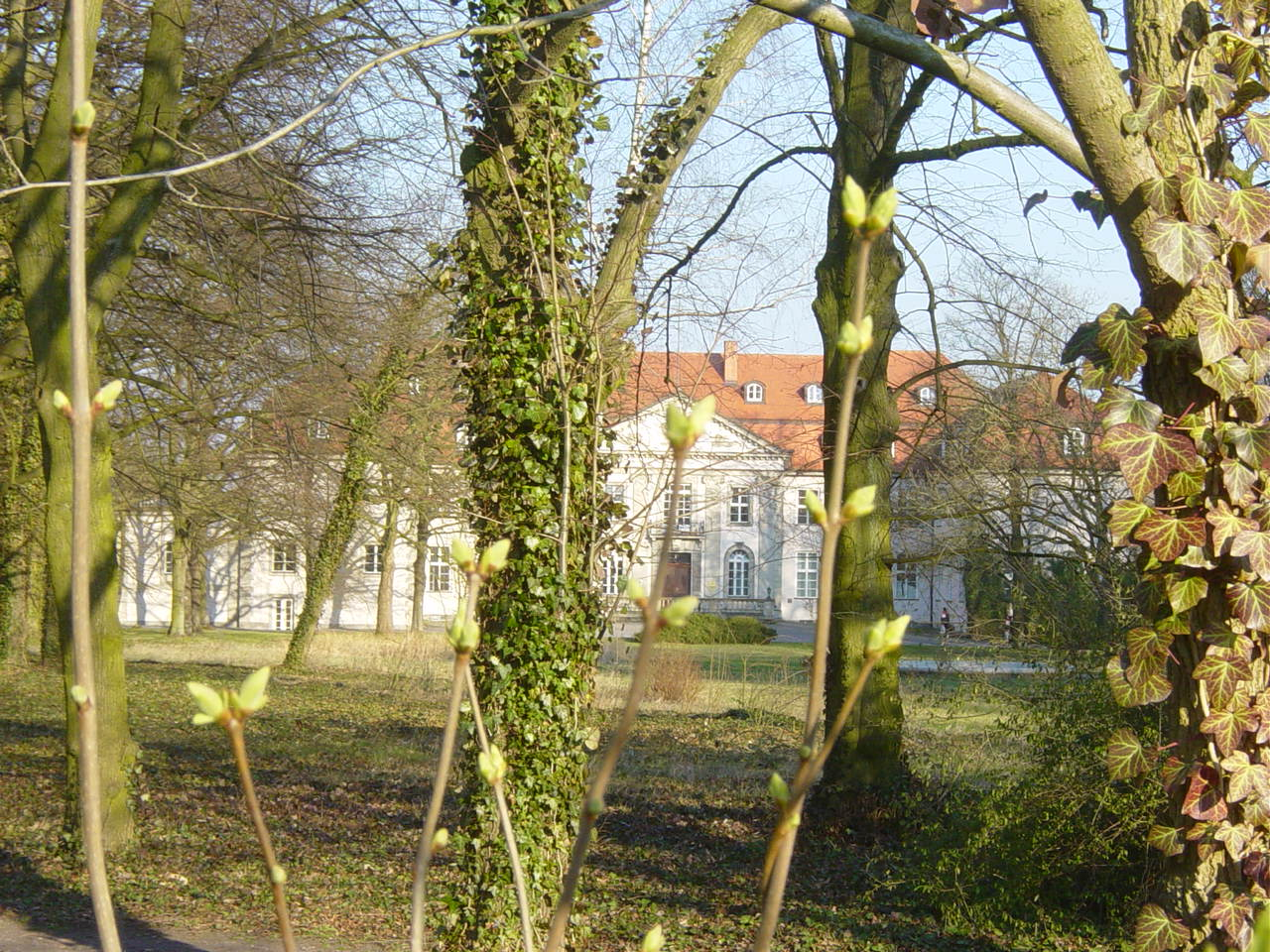
Schönhausen II
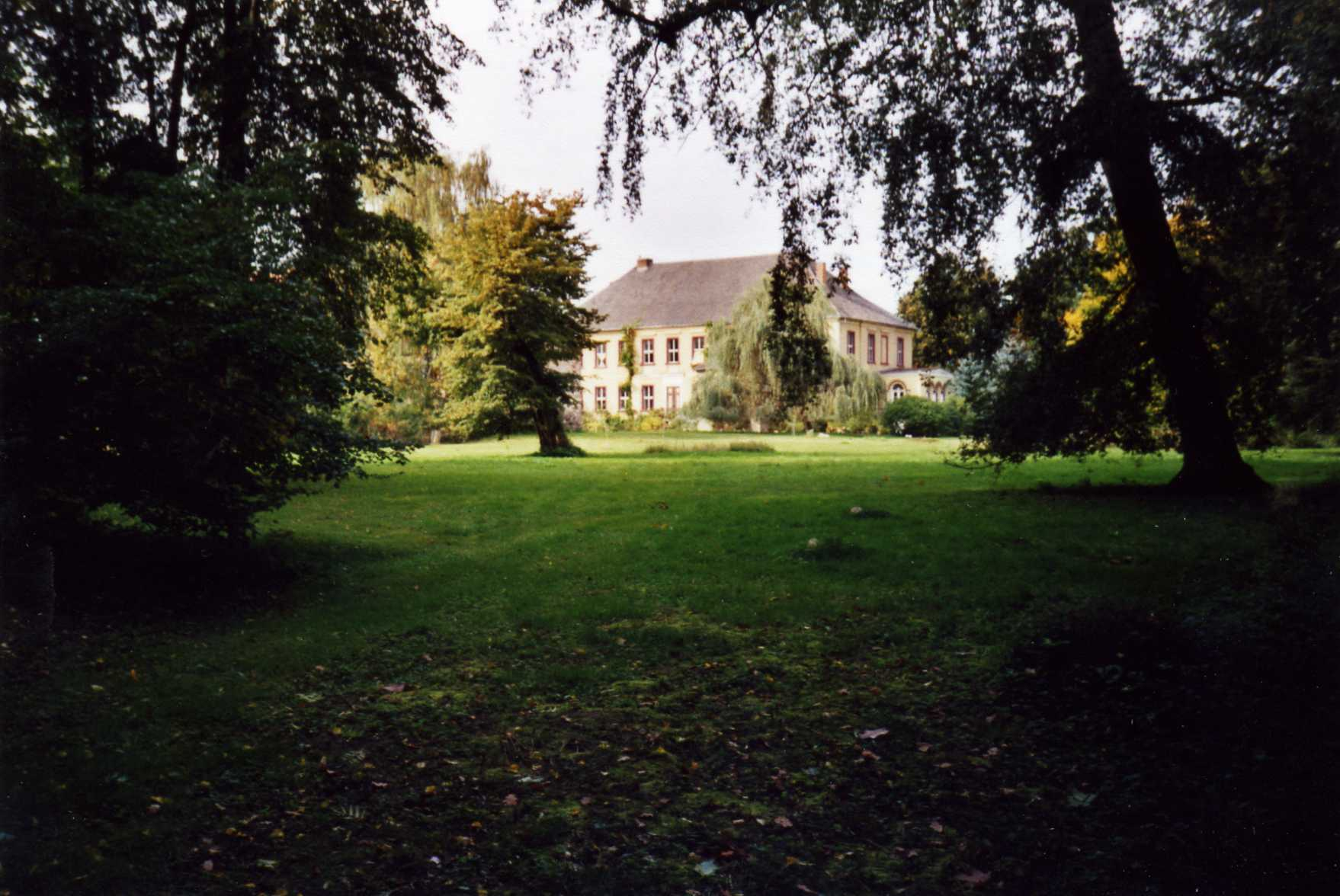
Krevese, Altmark
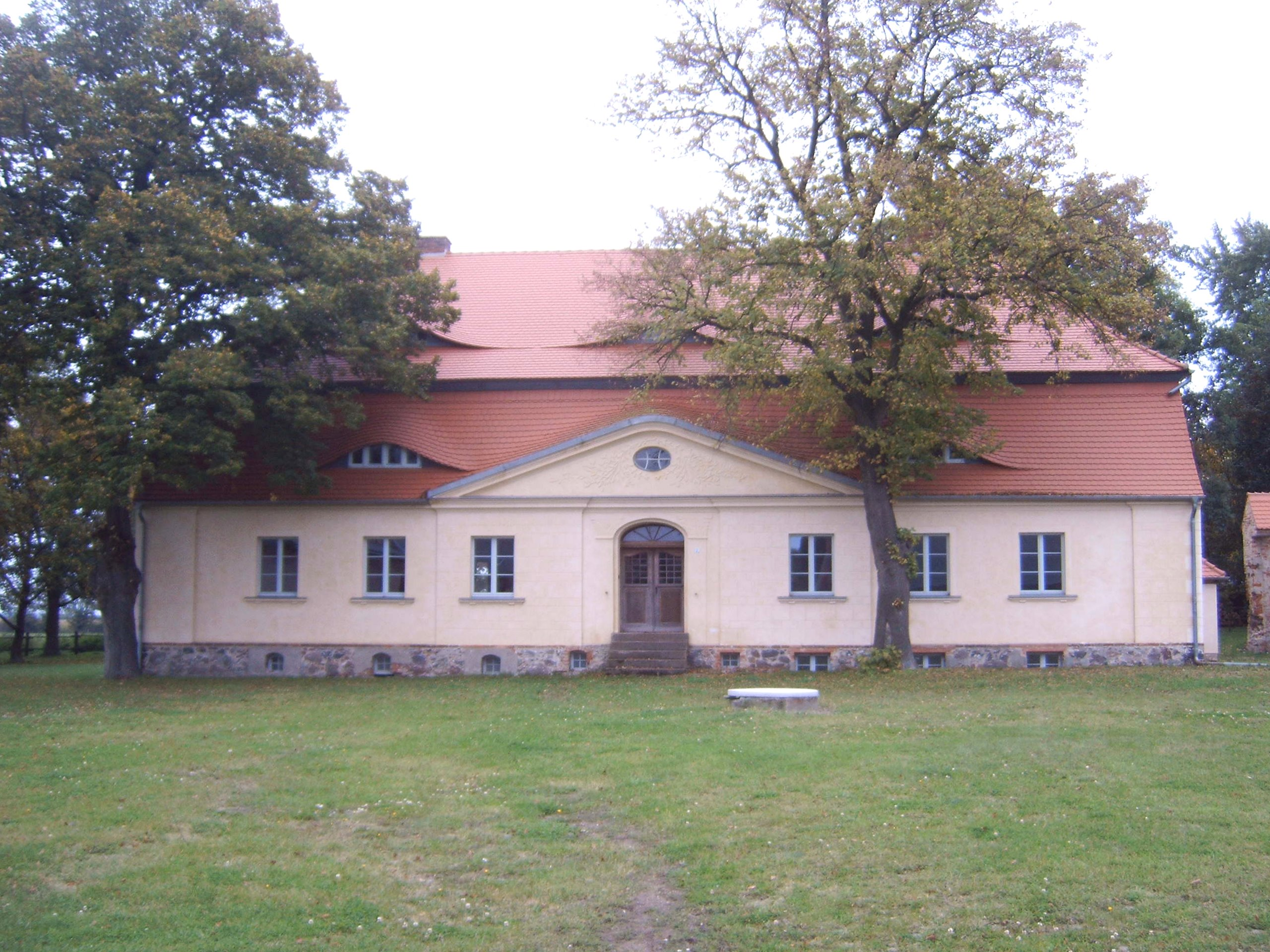
Welle, Altmark
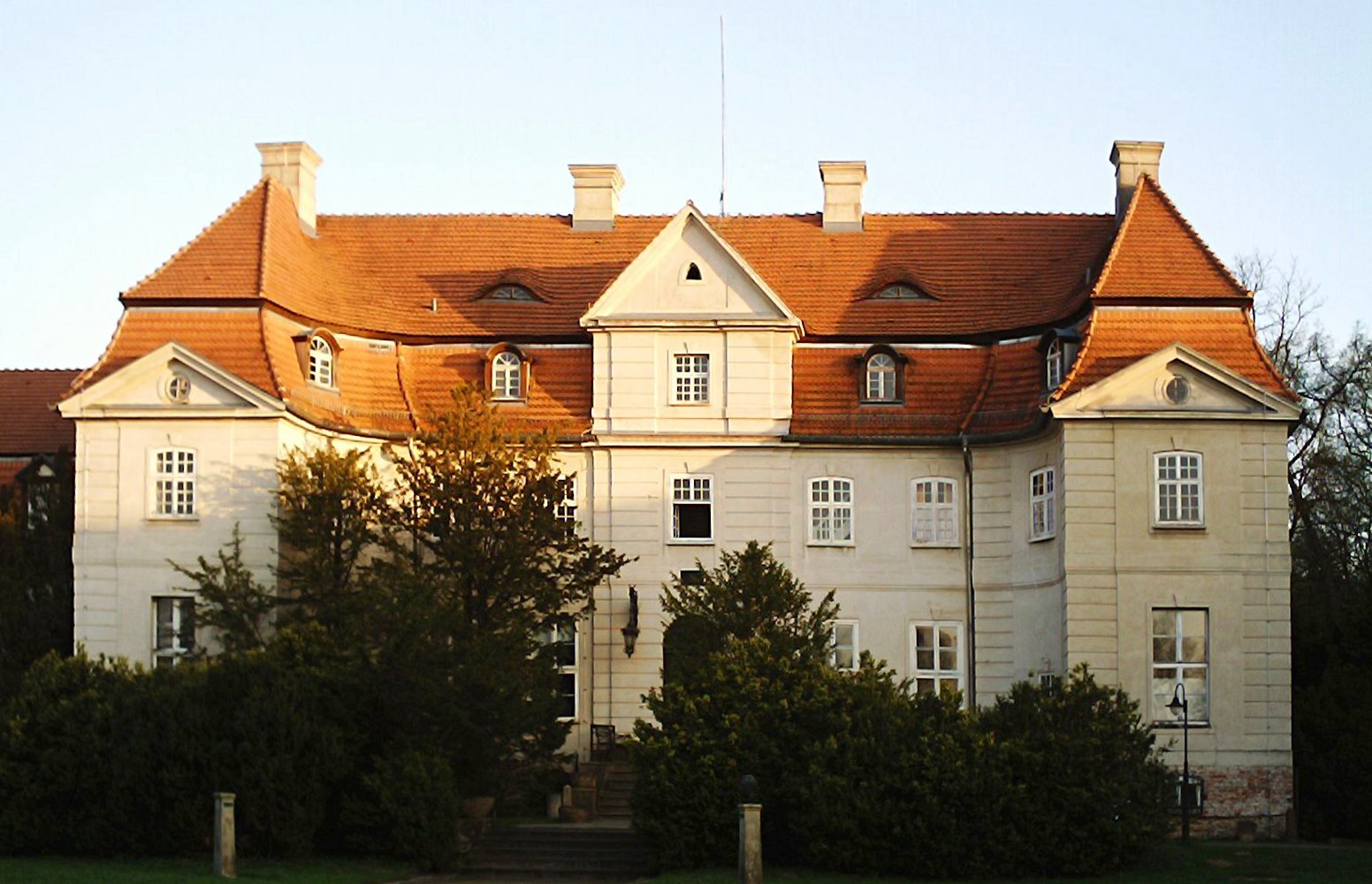
Karlsburg, Vorpommern
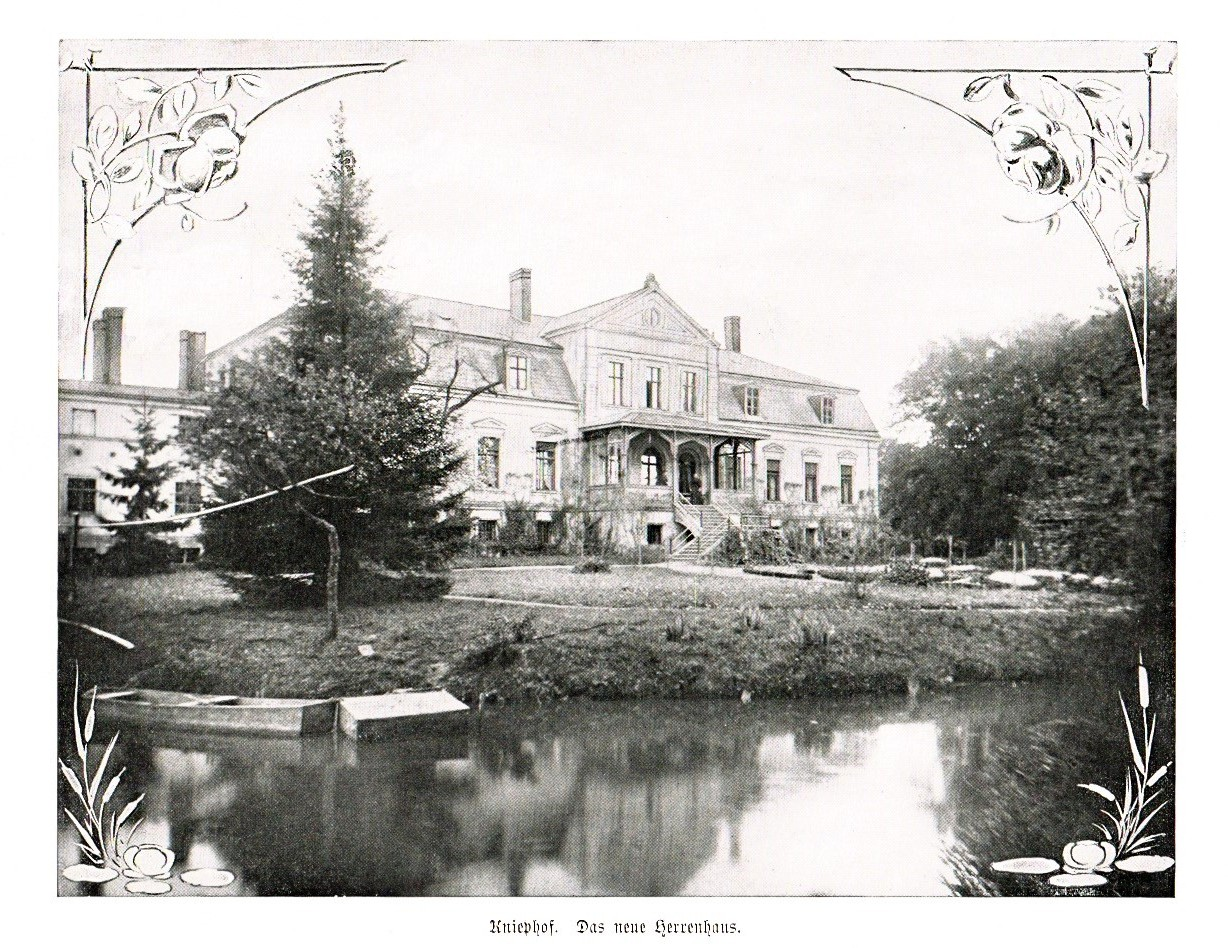
Kniephof, Hinterpommern
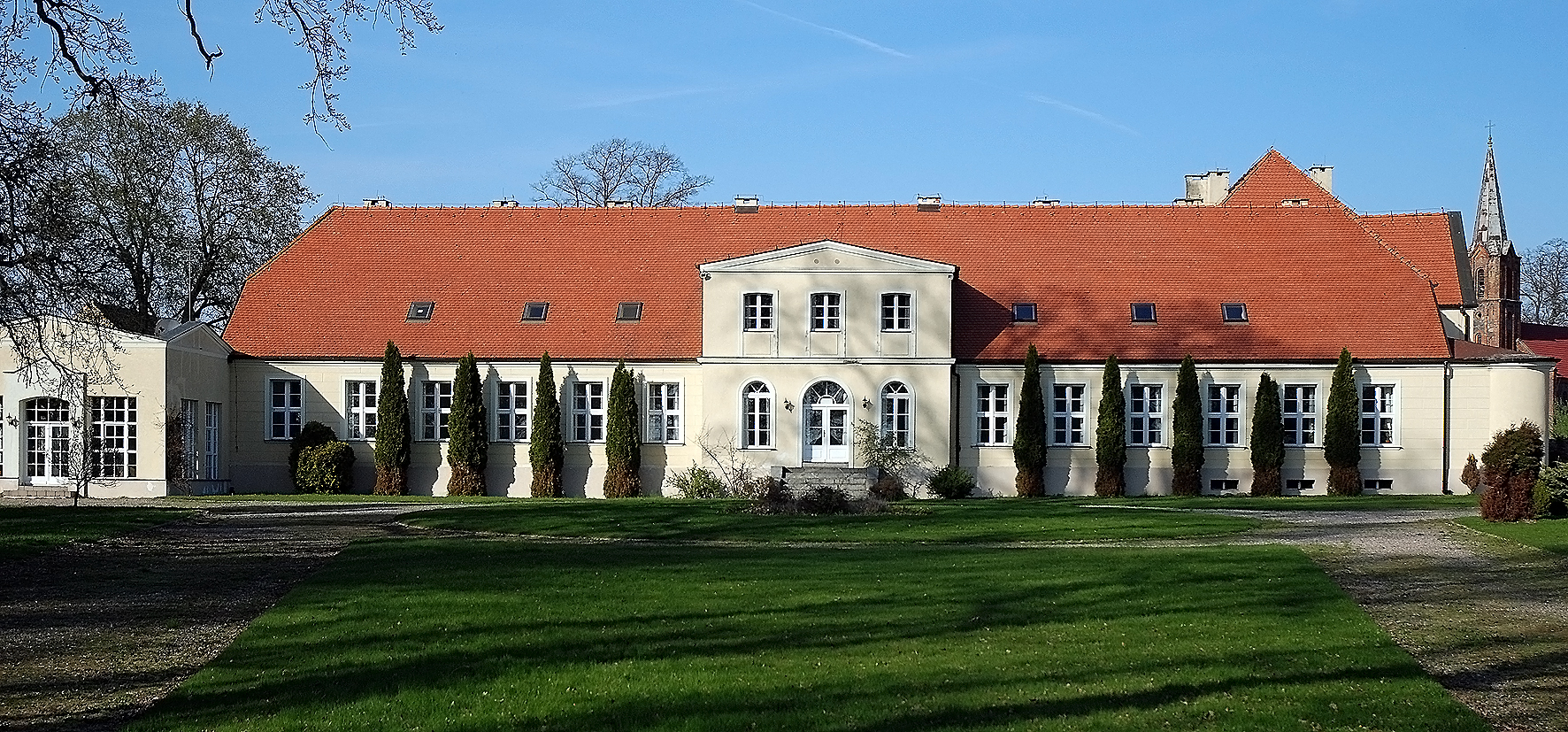
Külz, Hinterpommern
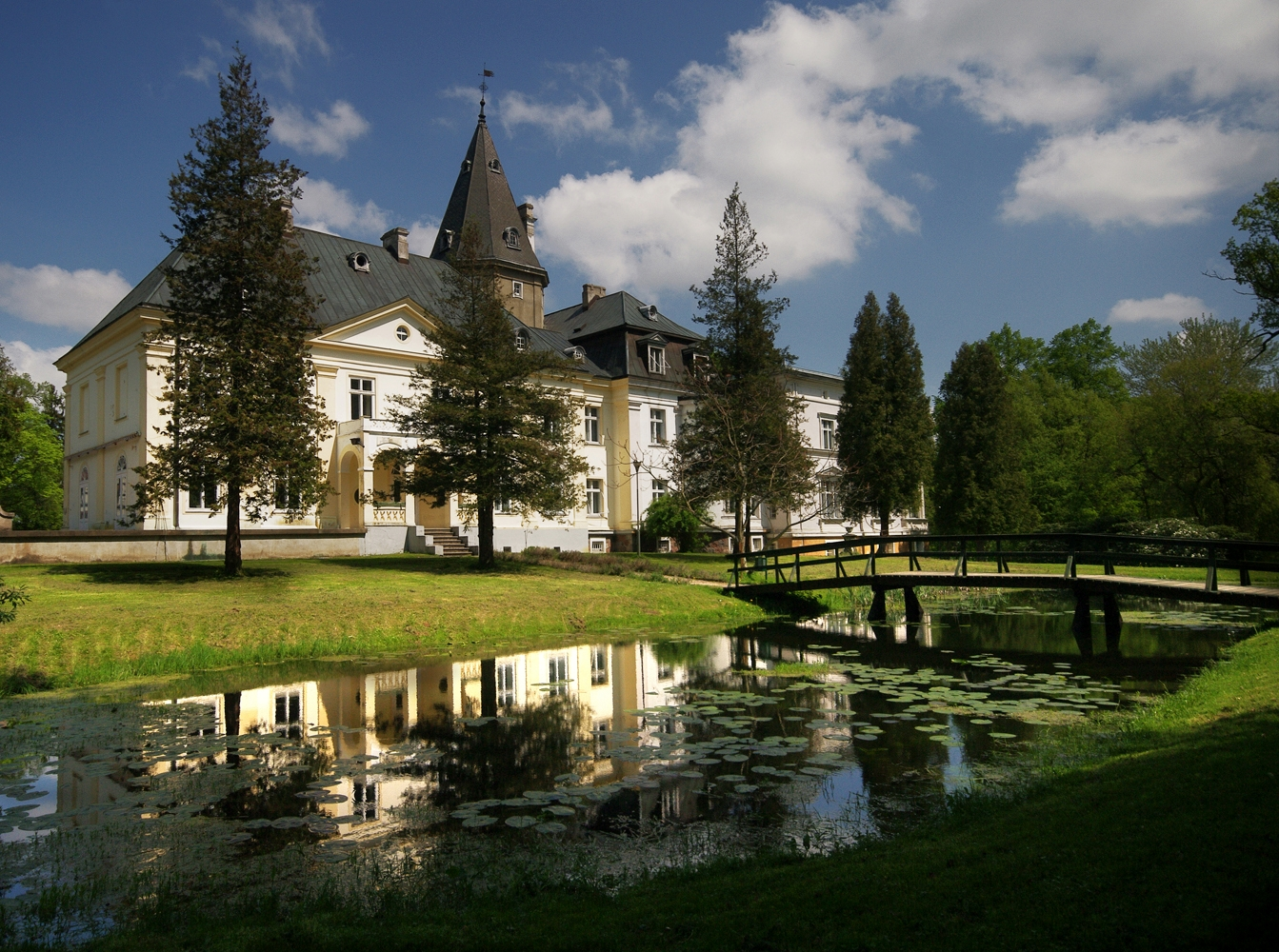
Varzin, Hinterpommern
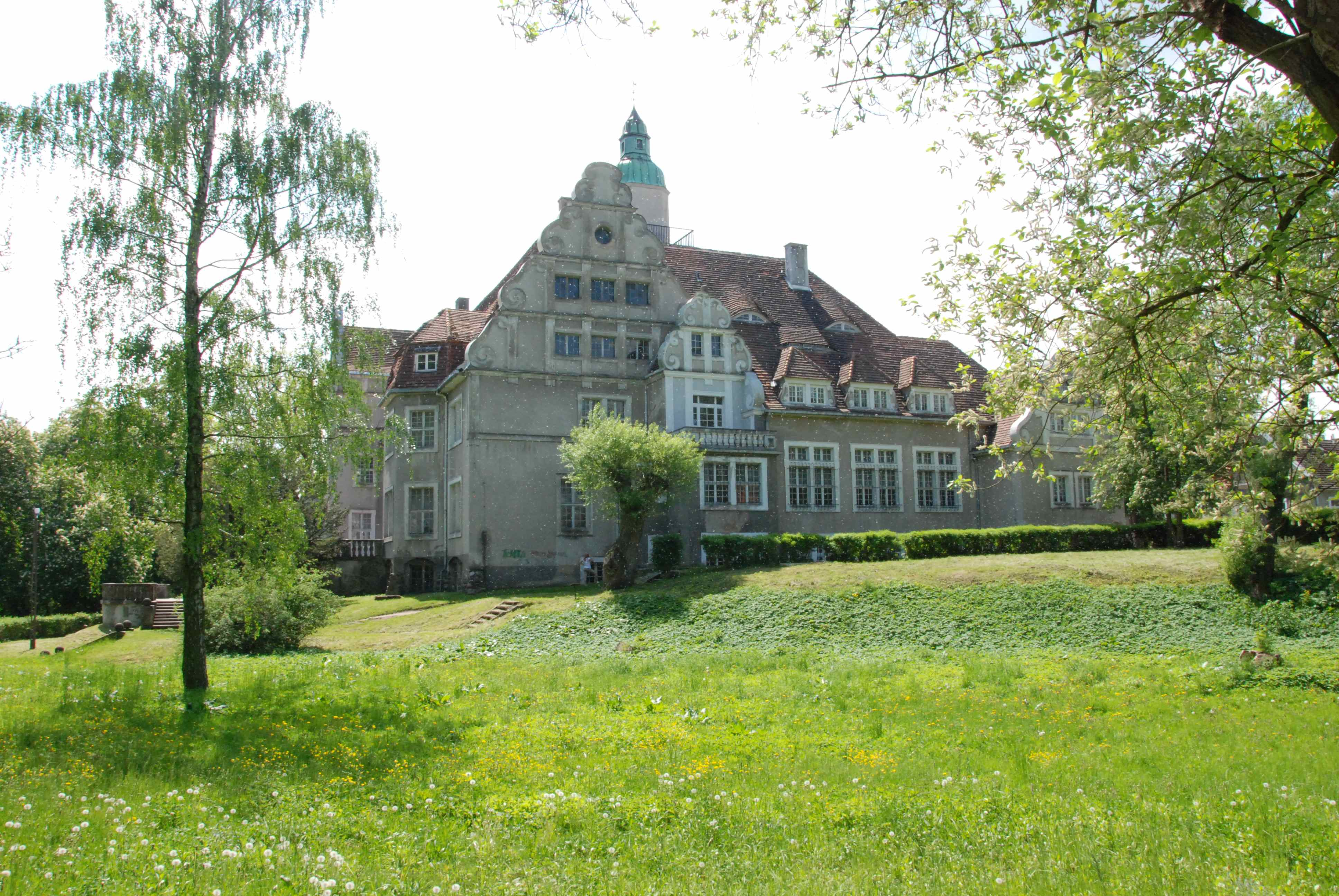
Plathe, Hinterpommern
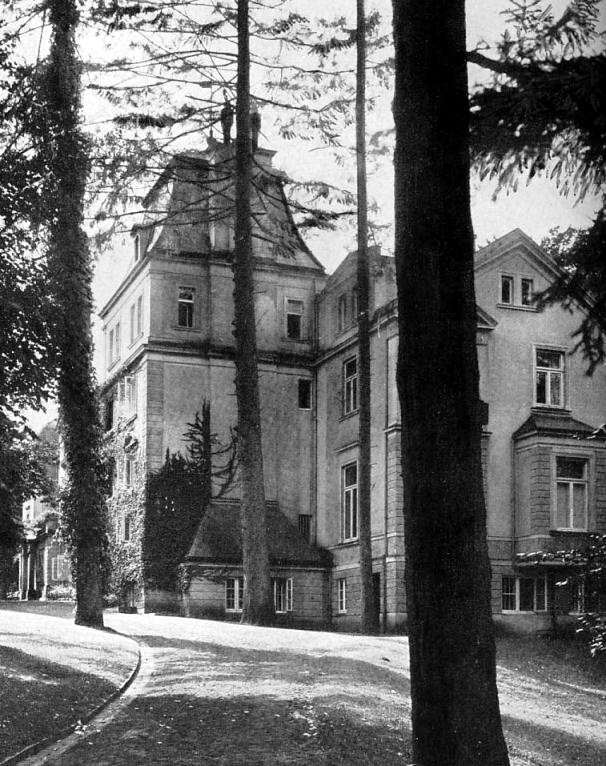
Friedrichsruh (Altes Schloss), Herzogtum Lauenburg